# Temsa
Temsa (Termo-Mekanik Sanayi ve Ticaret A.Ş./ „Термомеханична промишленност и търговия“) e компания (и едноименна марка автобуси и камиони) със седалище в град Адана, Турция. Фирмата е основана през 1968 г. Към 2020 г. компанията е партньор на Sabanci Holding и PPF Group (Škoda Transportation). Член е на Асоциацията на турските автомобилни производители.
През юни 2019 г. Temsa е закупена от True Value Capital Partners, фирма от Швейцария.
През февруари 2020 г. Sabanci Holdings и Škoda Transportation се договарят и подписват писмо за намерение да станат новите съвместни собственици на Temsa.
Основните пазари на Temsa са разделени на турски (вътрешен), Европа, САЩ и извън Европа.
В САЩ Temsa е представена с три модела. Това са туристическите автобуси TS 30, TS 35 и TS 45 съответно с дължина 30, 35 и 45 фута.

## Автобуси
Най-популярните автобуси на компанията са Prestij, Metropol, Safari, Diamond.

## В България
Няколко превозвачи в България имат автобуси Temsa, като например Карат С, „Хеброс Бус“, „Автобусни превози“, „Транссервиз“ и други.